# 琵琶湖周航の歌資料館

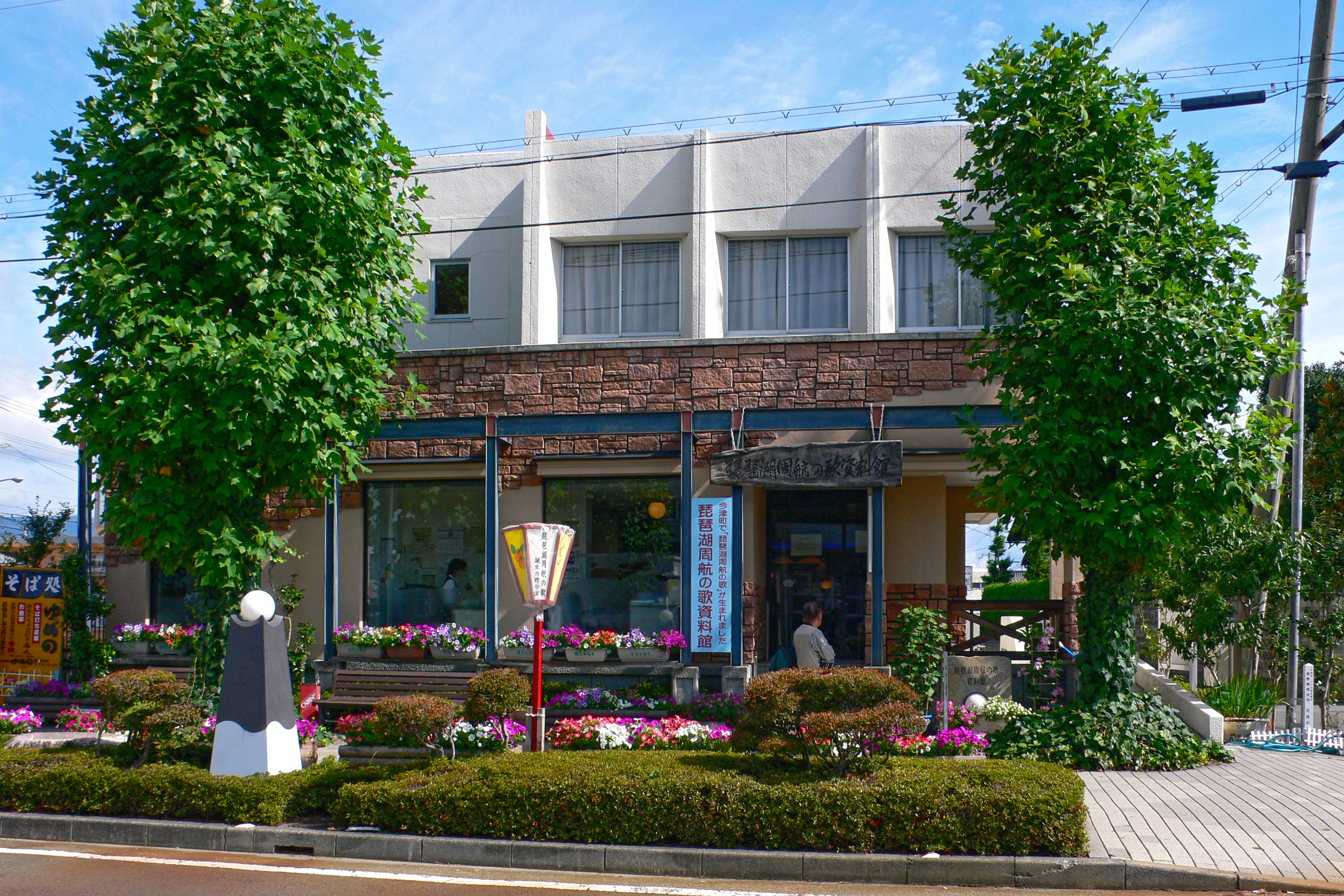
移転前（2006年撮影）

琵琶湖周航の歌資料館（びわこしゅうこうのうたしりょうかん）は、滋賀県高島市今津町中沼（今津東コミュニティセンター内）にある「琵琶湖周航の歌」に関する高島市立の資料館。

## 概要
1917年に今津町で誕生した「琵琶湖周航の歌」に関する資料の展示・保存を目的として、1998年（平成10年）4月に今津勤労者センターを改装して開館した。
旧施設はJR近江今津駅と今津港を結ぶ道沿いにあったが、1971年建築の建物で老朽化していたことから、2020年4月に150m北側の今津東コミュニティセンターへ移転した。
作曲の経緯や歌詞の変遷、作詞者（小口太郎）・作曲者（吉田千秋）についてなど、この歌に関する様々な資料が常設展示されている。
主な展示内容
- あの時 あの夢 あの思い出コーナー - パネル展示
- 気軽にそれぞれの周航の歌を聞けるコーナー - 全26曲
- ヒツジグサについて - パネル展示
- フィックス艇 - 実物（全長13.7m、幅1.25m、1993年建造）

## 利用情報
- 入館無料
- 開館時間 : 9 - 17時
- 休館日 : 月曜、祝日の翌日
- 所在地 : 滋賀県高島市今津町中沼1-4-1（今津東コミュニティセンター1F）

## 交通アクセス
- JR湖西線 近江今津駅

## 周辺情報
- 琵琶湖
  - 今津港（竹生島行き）
- 今津のザゼンソウ群落
- ヴォーリズ通り
  - 今津ヴォーリズ資料館
  - 日本基督教団今津教会
  - 旧今津郵便局
- 住吉神社